# Максимон
Максимон (планкеон) — гіпотетична частинка, маса якої дорівнює (можливо, з точністю до безрозмірнісного коефіцієнта порядку одиниці) планківській масі — як припускають, найбільшій можливій масі в спектрі мас елементарних частинок,
M P ≈ 1,2209 × 1019 ГеВ/c² = 2,176 × 10−5 г. Радіус максимона × 10−33 м.
Таким чином, всі «елементарні об'єкти» можна розділити на елементарні частинки (їхня комптонівська довжина хвилі більша за їхній гравітаційний радіус) і чорні діри (довжина хвилі менша за гравітаційний радіус). Тобто максимон можна назвати елементарною чорною дірою. Планківська чорна діра є межовим об'єктом, вона тотожна максимону, назва якого вказує на те, що це найважча з можливих елементарних частинок. Інший іноді вживаний на її позначення термін — планкеон.
Енергія, що відповідає масі спокою максимона, mPc2 ≈ 5·1028 еВ.
Максимони можуть бути електрично зарядженими і нейтральними, зі внутрішньою гранично великою температурою або бути абсолютно холодними, представлятися чорною дірою 1-го або 2-го роду, мати спін.
1965 року радянський академік М. О. Марков припустив, що існує верхня межа маси елементарних частинок, а 1966 року він припустив існування цієї частинки в природі. Максимон Марков запропонував як частинку, яка є причиною баріонної асиметрії Всесвіту.
Згідно з деякими моделями, чорна діра наприкінці свого життя не зникає без сліду, а залишає після себе стабільний релікт такої ж планківської маси — максимон.
Можливо, максимон визначає масу мінімона. В інших Всесвітах маси мінімона та максимона можуть бути іншими.